# Heidi Petzerling-Galle
Heidi Petzerling-Galle (* 27. März 1941 in Wolfen; † 10. Januar 2016) war eine deutsche Gebrauchsgrafikerin, Grafikerin und Malerin.

## Leben und Werk
Heidi Galle absolvierte von 1957 bis 1959 eine Lehre als Grafische Zeichnerin. Bis 1962 studierte sie Grafik an der Fachschule für angewandte Kunst Leipzig. Von 1962 bis 1964 arbeitete sie als Gebrauchsgrafikerin im Elektrochemischen Kombinat Bitterfeld, 1964/1965 bei der DEWAG Leipzig und 1966 als Typo-Grafikerin beim Urania-Verlag Leipzig. Von 1966 bis 1994 und ab 2014 war sie in Schwedt freischaffend tätig.
In den 1960er- und 1970er-Jahren machte sie vorwiegend gebrauchsgrafische Arbeiten für kulturelle Zwecke und volkseigene Betriebe, insbesondere für den VEB Petrolchemisches Kombinat Schwedt. Bekannt wurden vor allem von ihr entworfene Veranstaltungsplakate. Im Laufe der Jahre erhielt sie dann auch Aufträge für baugebundene Werke. Ihre erste derartige Arbeit war 1968 eine Sonnenuhr in Schwedt an einem Giebel im Thomas-Müntzer-Ring. Als freie Künstlerin schuf sie vor allem Aquarelle und Grafiken.
Heidi Petzerling-Galle galt als eine der bedeutendsten Künstlerinnen von Schwedt. Die Stadt ehrte sie 1987 mit dem Schwedter Kulturpreis.
Heidi Petzerling-Galle war von 1965 bis 1990 Mitglied des Verbands Bildender Künstler der DDR.
Arbeiten Heidi Petzerling-Galles befinden sich u. a. im Besitz der Stadt Schwedt und in der Kunstsammlung der PCK-Raffinerie.

## Buchillustration
- Ernst Nitsche: Mein Skizzenbuch. Ein Skizzen- und Malbuch für Kinder ab 10 Jahren. Planet Verlag, Berlin, 1985

## Ausstellungen (unvollständig)

### Personalausstellungen
- 1966 und 1981: Schwedt
- 1982: Angermünde
- postum 2016: Schwedt, Galerie am Kietz (Gedenkausstellung)[3]

### Teilnahme an Gruppenausstellungen
- 1972/1973 und 1977/1978: Dresden, VII. und VIII. Kunstausstellung der DDR
- 1976, 1979 und 1985: Frankfurt/Oder, Bezirkskunstausstellungen

## Weblink
- https://www.schwedt.eu/de/27593